# Anahit Yulanda Varan
Anahit Yulanda Varan auch: Anahit Kuyrig, Madam Anahit (armenisch Անահիտ Յուլանդա Վարան, geb. 1917, Tarlabaşı, Bezirk Beyoğlu, Istanbul, Osmanisches Reich; gest. 29. August 2003) war eine türkische Straßenmusikerin, die durch ihre Akkordeonspiel bekannt wurde. Sie trat in mehreren Filmen in Nebenrollen als Statistin auf.

## Leben

### Jugend
Anahit Yulanda Varan wurde 1917 im Viertel Tarlabaşı des Bezirks Beyoğlu in Konstantinopel in eine wohlhabende armenische Familie geboren. Sie hatte einen Bruder, Vosge Apeğa, der als „Vosgik Vartabed“ bekannt war (dt.: „Vosges der Prediger“). Ihre Mutter hatte eine Leidenschaft für das Klavier. Anahit schloss ihre Grundschulausbildung an der armenisch-katholischen Schule Anarat Hığutyun in Taksim ab, dem heutigen Taksim Art House. Anschließend absolvierte sie die armenische Esayan Ermeni Okulu (~ Gymnasium), ebenfalls in Taksim.

### Musikalische Karriere
Sie begann bereits in der Oberschule musikalisch aufzutreten, als sie mit 16 Jahren dem Schulchor beitrat.
Die Sommermonate ihrer Jugend verbrachte sie auf Heybeliada in den Prinzeninseln. Dort war sie vom Akkordeonspiel des Sohnes eines griechischen Nachbarn beeindruckt. Daraufhin überredete sie ihre Mutter, ein Akkordeon zu kaufen. Sie erhielt ein gebrauchtes weißes Akkordeon der Marke Hohner, welches sie für 170 türkische Lira in dem Musikinstrumentenladen des Griechen Papa Yorgi gekauft hatte. Sie ging zunächst zur Kirche des Heiligen Antonius von Padua auf der İstiklal Caddesi, legte ihr Akkordeon auf den Altar und betete für die Verwirklichung ihres Traums.
Papa Yorgi vermittelte ihr einen Akkordeonlehrer. Sie begann mit dem Unterricht bei Arto Benon, der damals nicht billig war. Nachdem sie die Grundlagen erlernt hatte, wechselte sie den Lehrer. Sie nahm Unterricht bei Nora Dırızyan, der ihr erster Ehemann wurde.
Im Alter zwischen 30 und 35 Jahren trat sie in Nebenrollen als Statistin in einer Reihe von Filmen auf, darunter Babanın Suçu, Adalet, Yalancı Yarim, Cennet Çocukları, Kadın ve Şarap, Faize Hücum, Bay Alkolü Takdimimdir, Arkadaş, 24 Saat, Öğretmen. Sie war auch im Musikvideo von Aşkın Nur Yengi und  Grup Gündoğarken zu sehen.
In ihren späteren Jahren trat sie mit ihrem Hohner-Akkordeon in der Çiçek Pasajı, einer historischen überdachten Passage, und in der Nevizade-Straße an der İstiklal Caddesi mit ihren zahlreichen Cafés, Tavernen, Weinlokalen und Restaurants auf. Sie wurde als „Madam Anahit“ bekannt. Bei ihren Auftritten trug sie stets knallroten Lippenstift. Ihr Repertoire umfasste populäre türkischsprachige Tangos, griechische Volksmusik Chasapiko und armenische Tavernenmusik. Sie spielte die beliebten Lieder „La Vie en rose“ von Édith Piaf, „Yıldızların Altında“ von Zeki Müren und „Lili Marleen“ von Marlene Dietrich. Sie und ihr Akkordeon wurden zu einem Symbol der nächtlichen Unterhaltung in Beyoğlu und sind auf zahlreichen dort aufgenommenen Fotos zu sehen.

## Persönliches
Ihr erster Ehemann, Nora Dırızyan, war ein armenisch-stämmiger Musiker, der Akkordeon, Piano und Kontrabass spielte. Er trat lange Zeit auf den Vergnügungsschiffen Ankara und Samsun auf und später in der Musikhalle Beyaz Park in Büyükdere, Sarıyer, im Norden von Istanbul. Sie war 17 Jahre mit ihm verheiratet. Die beiden hatten zwei Söhne, Onnik und Berç. Nach der Scheidung heiratete sie einen türkischen Musiker, Solak Hüseyin (dt.: „Hüseyin der Linkshänder“). Auch ihre zweite Ehe und eine dritte Ehe wurden geschieden. Dann heiratete sie erneut ihren ersten Ehemann.
Sie erinnert sich: „Es war sehr erschütternd zu sehen, wie die Menschen, denen ich jahrelang Akkordeon gespielt und Freude bereitet hatte, am Pogrom gegen die griechische Minderheit am 6. und 7. September 1955 in Istanbul beteiligt waren“.
Ihr Haus in Tarlabaşı wurde Ende der 1980er Jahre beschlagnahmt und abgerissen. Da sie keine Entschädigung erhielt, erlebte sie schwere Zeiten und musste in eine Mietwohnung ziehen.
Als Tierfreundin war sie zahlendes Mitglied des Tierschutzvereins und nahm an vielen seiner Treffen teil.

## Tod
Sie erkrankte an Magenkrebs und starb letztlich an Herzversagen am 29. August 2003. Sie wurde auf dem armenischen Friedhof (Շիշլիի Հայկական Գերեզմանատուն, Schischlii Hajkakan Geresmanatun) nach einer Trauerfeier in der Surp Yerrortutyun Armenisch-katholischen Kirche (Սուրբ Երրորդութիւն Եկեղեցի, Surb Jerrordutiun Jekeghezi) beigesetzt.

## Vermächtnis
Ein niederländischer Fernsehsender machte einen Dokumentarfilm über ihr Leben.
Im November 2018 wurde ihr zu Ehren in Beyoğlu ein Musiklokal namens „Anahit Stage“ eröffnet. Der Veranstaltungsort bietet ein breites Spektrum polyphoner und vielschichtiger Musikgenres, von traditionell bis experimentell, von Klassik bis Elektronik.